# Estudio trascendental n.º 8

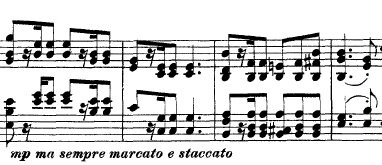
El tema principal del Estudio Trascendental n.° 8, en mi bemol mayor.

El Estudio trascendental n.º 8, "Wilde Jagd"  (Caza salvaje) es el octavo estudio de los doce Études d'execution transcendante de Franz Liszt, va precedido por el n.º 7 Eroica, y es seguido por Ricordanza. Fue compuesta en 1851 y publicada en 1852.

## Composición
La versión de 1837 de esta pieza está en forma de sonata, con el primer tema en Do menor, un segundo tema en Mi ♭ mayor y una recapitulación del primer tema. Es monotemático (el segundo material de la obra se deriva del primer material de la misma). Liszt eliminó la recapitulación final del primer tema en la versión de 1851 de la pieza, junto con un extenso pasaje de bravura que lo precedía.

## Dificultades técnicas

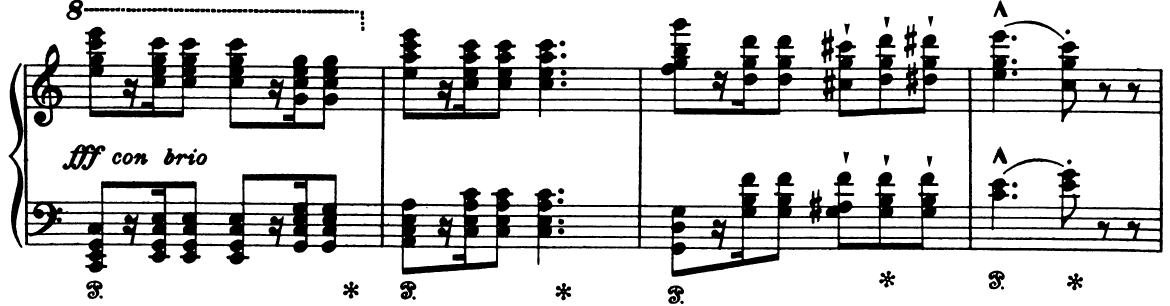
"Pasaje culminante de la obra"

La pieza comienza con un tema principal rápido y furioso, la mano izquierda toca la melodía en octavas y la mano derecha toca la misma melodía una octava más alta alternativamente, seguida rápidamente con acordes. El tema principal furioso fluye hacia la melodía lúdica del tema secundario. Cuando realmente se ejecuta a la velocidad original indicada por Liszt ("Presto furioso", o rápido y furioso; alrededor de 4 1⁄2 minutos), la pieza rápidamente se vuelve formidable. 
Los saltos amplios al principio abarcan unas tres octavas en la mano derecha. La sección central lírica implica algunos saltos difíciles con la mano izquierda que se extienden rápidamente a lo largo de dos octavas. El final implica una sección briosa y difícil de saltos de octava en la mano derecha que abarcan tres octavas. La pieza termina en una ráfaga de acordes descendentes.